# 托賓·貝爾
小約瑟夫·亨利·托賓（英語：Joseph Henry Tobin Jr.，1942年8月7日—）或稱作托賓·貝爾（英語：Tobin Bell），美國男演員和製片人。較著名的是在《奪魂鋸》系列電影中飾演約翰·克拉瑪／拼圖殺人狂。經過多年的電影替身演出和臨時演員工作後，他在1988年電影《密西西比在燃烧》中取得了首份正式演出的工作，並在1990年代間出演了多部電視電影和電視節目。
在因《奪魂鋸》成名前，貝爾還出演過多部著名電影，如《大審判》（1982年）、《杜絲先生》（1982年）、《脫線雙警》（1990年）、《盜亦有道》（1990年）、《多面鲁比》（1992年）、《黑色豪門企業》（1993年）、《火线狙击》（1993年）、《致命的快感》（1995年）、《黑俠2》（2002年）、《勇闖天關》（2007年）、《惡靈空間2》（2007年）和《深水區》（2016年）。

## 個人生活
貝爾有兩個兒子。2018年1月，貝爾的妻子伊麗莎白（Elizabeth）在結婚二十五年後申請離婚。沒在參與演出時，他還會擔任少年棒球聯盟及奪旗式美式足球球隊的教練。他的其他愛好包括遠足和彈吉他。

## 外部連結
- 官方网站
- 托賓·貝爾在互联网电影资料库（IMDb）上的資料（英文）